# Leichtathletik-Halleneuropameisterschaften 2019/Teilnehmer (Belgien)
| Gelbes Symbol für Goldmedaillen mit stilisierten Olympischen Ringen | Graues Symbol für Silbermedaillen mit stilisierten Olympischen Ringen | Braundes Symbol für Bronzemedaillen mit stilisierten Olympischen Ringen |
| ------------------------------------------------------------------- | --------------------------------------------------------------------- | ----------------------------------------------------------------------- |
| 1                                                                   | 1                                                                     | —                                                                       |

Aus Belgien nahmen acht Athletinnen und neun männliche Athleten bei den Leichtathletik-Halleneuropameisterschaften 2019 in Glasgow teil, die zwei Medaillen (1 × Gold und 1 × Silber) errangen sowie nacheinander drei und einen weiteren Landesrekord aufstellten.
17 Sportler waren zunächst nominiert, wie verspätet bekannt gegeben wurde, da es eine Kontroverse über den Ausrüstungs- und Bildrechtevertrag gab, den der belgische Leichtathletikverband Ligue Royale Belge d'Athlétisme (LRBA) den Athleten auferlegen wollte, was zur Absage der geplanten Pressekonferenz und zur Verschiebung der Bekanntgabe der Auswahl führte. Die Fünfkämpferin Nafissatou Thiam war wegen einer Muskelzerrung nicht aufgestellt worden und konnte ihren Titel nicht verteidigen. Kurzfristig musste die Hürdensprinterin Eline Berings verletzungsbedingt ihre Teilnahme absagen. Jonathan Sacoor kam für die 4 × 400 m auf der Meldeliste, wurde aber nicht eingesetzt. 
Cynthia Bolingo Mbongo war die einzige Belgierin, die in zwei Disziplinen antrat. Kevin Borlée und Hanne Maudens hatten die EM-Norm auch in einer weiteren Disziplin erreicht, zogen es aber vor, sich auf einen Wettbewerb zu konzentrieren.

## Ergebnisse

### Frauen

#### Laufdisziplinen
| Athletin                                                                                                 | Disziplin         | Vorlauf     | Vorlauf | Halbfinale  | Halbfinale | Finale      | Finale |
| Athletin                                                                                                 | Disziplin         | Zeit        | Platz   | Zeit        | Platz      | Zeit        | Platz  |
| --- | ----------------- | ----------- | ------- | ----------- | ---------- | ----------- | ------ |
| Cynthia Bolingo Mbongo                                                                                   | 400 m             | 52,60 s     | 3       | 52,37 s     | 3          | 51,62 s     | Silber |
| Renée Eykens                                                                                             | 800 m             | 2:03,07 min | 4       | 2:02,85 min | 2          | 2:03,32 min | 4      |
| Cynthia Bolingo Mbongo, Hanne Claes, Margo van Puyvelde, Camille Laus nicht eingesetzt: Paulien Couckuyt | 4 × 400 m Staffel | –––         | –––     | –––         | –––        | 3:32,46 min | 5      |

#### Sprung/Wurf
| Athletin     | Disziplin  | Qualifikation | Qualifikation | Finale             | Finale             |
| Athletin     | Disziplin  | Weite/Höhe    | Platz         | Weite/Höhe         | Platz              |
| ------------ | ---------- | ------------- | ------------- | ------------------ | ------------------ |
| Claire Orcel | Hochsprung | 1,85 m        | 20            | nicht qualifiziert | nicht qualifiziert |

#### Fünfkampf
| Athletin      | Disziplin | 60 m Hürden | Hochsprung | Kugelstoßen | Weitsprung | 800 m       | Punkte | Platz |
| ------------- | --------- | ----------- | ---------- | ----------- | ---------- | ----------- | ------ | ----- |
| Hanne Maudens | Ergebnis  | 8,59 s =PB  | 1,75 m     | 13,04 m     | 6,33 m     | 2:18,47 min | 4440   | 8     |
| Hanne Maudens | Punkte    | 997         | 916        | 730         | 953        | 844         | 4440   | 8     |

### Männer

#### Laufdisziplinen
| Athlet | Disziplin         | Vorlauf                       | Vorlauf                       | Halbfinale | Halbfinale | Finale             | Finale             |
| Athlet | Disziplin         | Zeit                          | Platz                         | Zeit       | Platz      | Zeit               | Platz              |
| --- | ----------------- | ----------------------------- | ----------------------------- | ---------- | ---------- | ------------------ | ------------------ |
| Ismael Debjani                                                                                             | 1500 m            | DQ (R16.2 (b) Spurverletzung) | DQ (R16.2 (b) Spurverletzung) | –––        | –––        | nicht qualifiziert | nicht qualifiziert |
| Robin Hendrix                                                                                              | 3000 m            | 7:58,14 min                   | 16                            | –––        | –––        | nicht qualifiziert | nicht qualifiziert |
| Julien Watrin, Dylan Borlée, Jonathan Borlée, Kevin Borlée nicht eingesetzt: Jonathan Sacoor, Asamti Badji | 4 × 400 m Staffel | –––                           | –––                           | –––        | –––        | 3:06,27 min        | Gold               |

#### Siebenkampf
| Athlet                  | Disziplin | 60 m   | Weitsprung | Kugelstoßen | Hochsprung | 60 m Hürden | Stabhochsprung | 1000 m      | Punkte | Platz |
| ----------------------- | --------- | ------ | ---------- | ----------- | ---------- | ----------- | -------------- | ----------- | ------ | ----- |
| Thomas Van Der Plaetsen | Ergebnis  | 7,35 s | 7,57 m     | 13,76 m     | 2,10 m SB  | 8,29 s      | 5,20 m         | 2:48,30 min | 5989   | 6     |
| Thomas Van Der Plaetsen | Punkte    | 762    | 952        | 714         | 896        | 910         | 972            | 783         | 5989   | 6     |